# Bolesławowo (powiat człuchowski)
Bolesławowo – kolonia w Polsce, położona w województwie pomorskim, w powiecie człuchowskim, w gminie Debrzno.
| SIMC    | Nazwa     | Rodzaj        |
| ------- | --------- | ------------- |
| 0743563 | Kostrzyca | część kolonii |
| 0743570 | Smug      | część kolonii |
| 0743586 | Strzeszyn | część kolonii |

W latach 1975–1998 miejscowość należała administracyjnie do województwa słupskiego.